# نبرد سدنیا
نبرد سدنیا نبردی بود که طی آن ارتش میشکو اول لهستان، نیروهای اودو اول - شاه لوزاتیا - را در نزدیکی رود اودر درهم شکست. 
میشکو اول، که نخستین فرمانروای ثبت شده و حقیقی لهستان بزرگ به‌شمار می‌رود، به شکلی موفقیت‌آمیز به ناحیه سدنیا که محل زندگی گروهی از اسلاوهای غربی بود و سابقاً بدست نیروهای امپراتوری مقدس روم افتاده بود، یورش برد. این نبرد یک پیروزی بزرگ برای میشکو و لهستانی‌ها بود.